# Панченко, Игорь Иванович
Игорь Иванович Панченко (род. 7 июня 1961, Лениногорск, Восточно-Казахстанская область, Казахская ССР) — казахстанский политический деятель, депутат мажилиса парламента Казахстана VII созыва (2021—2023 годы).

## Биография
1978—1988 гг. — ученик электромонтёра, электромонтёр, механик теплосилового цеха Цинкового завода Лениногорского полиметаллического комбината.
1988—2005 гг. — начальник теплосилового цеха Цинкового завода ОАО «Казцинк».
Май 2005 г. — январь 2007 г. — начальник отделения по обслуживанию теплоэнергетического оборудования цеха по ремонту и обслуживанию энергетического оборудования Цинкового завода АО «Казцинк».
Январь — ноябрь 2007 г. — заместитель начальника энергетического цеха Цинкового завода АО «Казцинк».
Ноябрь 2007 г. — февраль 2008 г. — аким Пригородного сельского округа Восточно-Казахстанской области.
Март 2008 г. — август 2009 г. — заместитель акима города Риддера.
Ноябрь 2009 г. — декабрь 2011 г. — инспектор по охране труда и технике безопасности Риддерского металлургического комплекса ТОО «Казцинк».
Декабрь 2011 г. — январь 2012 г. — заместитель главного технического руководителя по безопасности, охране труда и экологии Риддерского металлургического комплекса ТОО «Казцинк».
С января 2012 по январь 2021 года — секретарь Риддерского городского маслихата V—VI созывов.
С 15 января 2021 по 19 января 2023 года — депутат мажилиса парламента Казахстана VII созыва, избран по партийному списку партии «Нур Отан» (1 марта 2022 года переименована в партию «Аманат»).